# Juan Pablo Guzmán
Pour les articles homonymes, voir Guzmán.
Juan Pablo Guzmán est un joueur puis entraîneur de tennis argentin, né le 2 janvier 1981 à Buenos Aires. Professionnel de 1999 à 2010, il a remporté un seul titre sur le circuit principal, en double.
Devenu entraîneur, il a notamment été responsable de sa compatriote Nadia Podoroska puis depuis fin 2022 de la Française Caroline Garcia.

## Palmarès

### Titre en double messieurs
| No | Date       | Nom et lieu du tournoi       | Catégorie   | Dotation  | Surface      | Partenaire           | Finalistes                | Score    |          |
| -- | ---------- | ---------------------------- | ----------- | --------- | ------------ | -------------------- | ------------------------- | -------- | -------- |
| 1  | 16-07-2007 | Dutch Open Tennis Amersfoort | Int' Series | 391 000 $ | Terre (ext.) | Juan Pablo Brzezicki | Robin Haase Rogier Wassen | 6-2, 6-0 | Parcours |

## Parcours enGrand Chelem

### En simple
| Année | Open d'Australie | Open d'Australie | Roland-Garros | Roland-Garros   | Wimbledon | Wimbledon     | US Open  | US Open        |
| ----- | ---------------- | ---------------- | ------------- | --------------- | --------- | ------------- | -------- | -------------- |
| 2002  | -                | -                | -             | -               | 1er tour  | Gastón Gaudio | -        | -              |
| 2003  | -                | -                | -             | -               | -         | -             | -        | -              |
| 2004  | -                | -                | -             | -               | -         | -             | -        | -              |
| 2005  | -                | -                | -             | -               | -         | -             | -        | -              |
| 2006  | -                | -                | -             | -               | -         | -             | -        | -              |
| 2007  | -                | -                | 1er tour      | Óscar Hernández | 1er tour  | Andrei Pavel  | 1er tour | Jonas Björkman |

### En double
Aucun